# Jesús Neyra (actor)
Jesús Adalberto Neyra Magagna (Lima, 29 de noviembre de 1989) es un actor, bailarín y modelo peruano. Debutó en televisión en 2008 y es conocido por su participación en la tercera temporada de la teleserie juvenil de Nickelodeon Latinoamérica, Grachi interpretando a Manú.

## Biografía
Hijo del exfutbolista Jesús Neyra Uyén y de Giannina Magagna Sicheri, es hermano de la actriz Gianella Neyra y del escritor Ezio Neyra. Pasó su niñez en el distrito de Pueblo Libre. Neyra estudió en el Colegio San Agustín de Lima hasta tercer año de secundaria, año en el cual ingresó como juvenil al club Alianza Lima. Esto motivó su cambio al Colegio Los Reyes Rojos, en donde terminó sus estudios secundarios. Una vez graduado, empezó a estudiar Ciencias de la comunicación en la Universidad San Ignacio de Loyola, pero lo dejó –al igual que el fútbol– para estudiar actuación.

### Carrera
Neyra se formó como actor en el taller de Pedro Muro, posteriormente en la escuela de Formación Actoral de la Asociación Cultural Diez Talentos de Bruno Odar y el taller de Alberto Ísola.
Inició su carrera en 2008, protagonizando la telenovela Grafitti al lado de Natalia Salas. El año siguiente interpretó a San Francisco de Asís en el musical A pie, descalzos ¡vamos!, bajo la dirección de Bruno Odar.
En los años 2010 y 2011, concursó en el reality show de baile El gran show: primera temporada conducido por Gisela Valcárcel. A fines de año actuó en Eva, miniserie sobre la vida de la cantante Eva Ayllón. Así mismo, participó en la telenovela La Perricholi como Diego Miguel, e integró el elenco de la serie La bodeguita.
En mayo de 2012 participó en el musical Hairspray como Link Larkin, presentado en el Teatro Peruano Japonés bajo la dirección de Juan Carlos Fisher.
Posteriormente, Neyra se integró a las grabaciones de la tercera temporada de la serie juvenil Grachi de Nickelodeon Latinoamérica, grabado en Miami. La temporada empezó a emitirse en marzo de 2013. Antes de que Grachi se empezara a emitir oficialmente, él hizo una aparición especial en el demo de dicha serie como uno de los estudiantes de "Escolarium".

## Filmografía
| Año     | Título                                   | Rol                          | Notas                                                 |
| ------- | ---------------------------------------- | ---------------------------- | ----------------------------------------------------- |
| 2008–09 | Grafitti                                 | Alfonso Silva "El cachorro"  | Rol protagónico                                       |
| 2009    | Habacilar: Amigos y rivales              | Concursante                  | Reality Show                                          |
| 2010    | El gran show: primera temporada          | Concursante                  | 2º puesto                                             |
| 2010    | El gran show: reyes del show             | Concursante                  | 7º puesto                                             |
| 2010    | Eva                                      | Luis Roldán                  | personaje principal                                   |
| 2011    | La Perricholi                            | Diego Miguel Bravo de Rivera | Rol coprotagónico                                     |
| 2011    | El gran show: segunda temporada          | Concursante                  | Ganador                                               |
| 2011    | El gran show: reyes del show             | Concursante                  | 3° puesto                                             |
| 2011–12 | La bodeguita                             | Marcelo de la Vega           | personaje principal, telenovela                       |
| 2013    | Grachi                                   | Manuel Copas                 | Rol antagónico, serie de TV Nickelodeon Latinoamérica |
| 2013    | Avenida Perú                             | Sebastián Neuhaus / Mateo    | protagonista, telenovela                              |
| 2013    | Pequeños gigantes                        | El mismo, Juez               | Reality Show                                          |
| 2013    | Kids Choice Awards México                | El mismo                     | presentador de premio                                 |
| 2014    | Goleadores                               |                              | Rol protagónico                                       |
| 2014    | Onces Pasos                              |                              | protagonista                                          |
| 2014    | Al fondo hay sitio                       | Darío / Mateo                | Enamorando a Susu / Enamorado de Luciana              |
| 2017-18 | Madre por siempre, Colorina              | José Luciano Almazán         | Rol coprotagónico                                     |
| 2018    | Mi Esperanza                             | Bastian Gutiérrez            | Rol antagónico                                        |
| 2020    | Los Vílchez                              | César Serra                  | Rol recurrente                                        |
| 2023    | El Gran Chef famosos - segunda temporada | Él mismo                     | Concursante                                           |

## Teatro
| Año  | Título                                          | Personaje             | Notas                                                                         |
| ---- | ----------------------------------------------- | --------------------- | ----------------------------------------------------------------------------- |
| 2009 | A pie, descalzos ¡vamos!                        | San Francisco de Asís | Rol principal Atrio de la Iglesia San Francisco / Teatro Municipal del Callao |
| 2010 | Las tremendas aventuras de la Capitana Gazpacho | Pompeyo               | Centro Cultural El Olivar                                                     |
| 2010 | La zapatilla encantada                          | El príncipe           | Rol principal                                                                 |
| 2011 | Amor sin barreras (West Side Story)             | Bernardo Nunez        | Teatro Municipal de Lima                                                      |
| 2012 | Hairspray                                       | Link Larkin           | Teatro Peruano Japonés                                                        |
| 2013 | Romeo y Julieta                                 | Mercucio              | Teatro Nacional                                                               |
| 2014 | Frankestein                                     | Frankestein           | Teatro La Plaza                                                               |
| 2014 | 7 Historias                                     | Él                    | Teatro Nacional                                                               |
| 2015 | La Cenicienta, El Musical                       | El Príncipe           | Plaza San Martín                                                              |
| 2016 | Luz Oscura                                      | Lord Fred             | Teatro Nacional                                                               |
| 2016 | Mamma Mia                                       | Sky                   | Teatro Peruano Japonés                                                        |
| 2017 | Mamma Mia                                       | Sky                   | Teatro Peruano Japonés                                                        |
| 2018 | Cabaret                                         | Cliff                 | Teatro Municipal de Lima                                                      |
| 2019 | Constelaciones                                  | Roland                | Teatro de Lucia                                                               |